# Dendrobangia multinervia
Dendrobangia multinervia är en tvåhjärtbladig växtart som beskrevs av Adolpho Ducke. Dendrobangia multinervia ingår i släktet Dendrobangia och familjen Icacinaceae. Inga underarter finns listade i Catalogue of Life.